# 北浜駅 (北海道)
北浜駅（きたはまえき）は、北海道網走市字北浜にある北海道旅客鉄道（JR北海道）釧網本線の駅である。駅番号はB76。事務管理コードは▲111619。

## 歴史
1980年（昭和55年）に19代駅長・木村茂が待合室にらくがき帳を設置したのを皮切りに、「オホーツク海に一番近い駅・海岸まで20メートル」の看板の設置や入場券を買った旅行客に対し貝殻に「通行証」とペンキで描いた記念品を手渡すなどの独自のサービスを行うようになってから観光客が増え始めた。
これらのサービスは無人駅となった後も、旧駅長室に軽食喫茶店「停車場」が入居し、オーナーによる切符を売る駅業務の代行とともに続けられていた。

### 年表
- 1924年（大正13年）11月15日：国有鉄道の駅として開業[4][5]。一般駅[6]。
- 1982年（昭和57年）9月10日：貨物取扱い廃止[6]。
- 1984年（昭和59年）
  - 2月1日：荷物取扱い廃止[6]。
  - 3月1日：駅員無配置駅となり[7]、簡易委託化。
- 1986年（昭和61年）7月15日：旧駅事務室を改装し、喫茶「停車場」が開業[5]。
- 1987年（昭和62年）4月1日：国鉄分割民営化により、北海道旅客鉄道（JR北海道）の駅となる[5]。
- 2002年（平成14年）2月1日：構内に展望台を設置し、供用開始[8]。

### 駅名の由来
開業時、当地は濤沸（とうふつ）村であったが、「既設駅名（引用注：十弗駅）と紛れやすい為」、また「同音の地名が他にも多いため」混同を避け、当地が「北見（引用注：北見国）の浜にあたる」として「北浜」と名づけられた。

## 駅構造
単式ホーム1面1線をもつ地上駅。知床斜里駅管理の無人駅である。ホームは4両分程度の長さをもつ。
駅舎内には、かつての駅事務室を改装した喫茶店「停車場」が営業している。1986年、東京で修行していたマスターが旧事務室にオープンしたもので、店内の椅子や網棚などは、旧型客車で使用されていたものを再利用している。店内からはオホーツク海を眺めることができる。待合室の壁面は、旅行者が訪問の足跡として貼った名刺や切符などで埋め尽くされている。
駅舎の網走寄りには流氷見学用の展望台が設けられている。

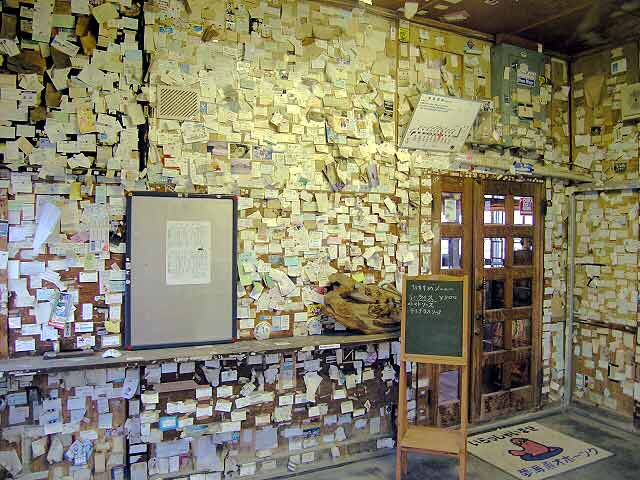
駅舎内観（2004年9月）
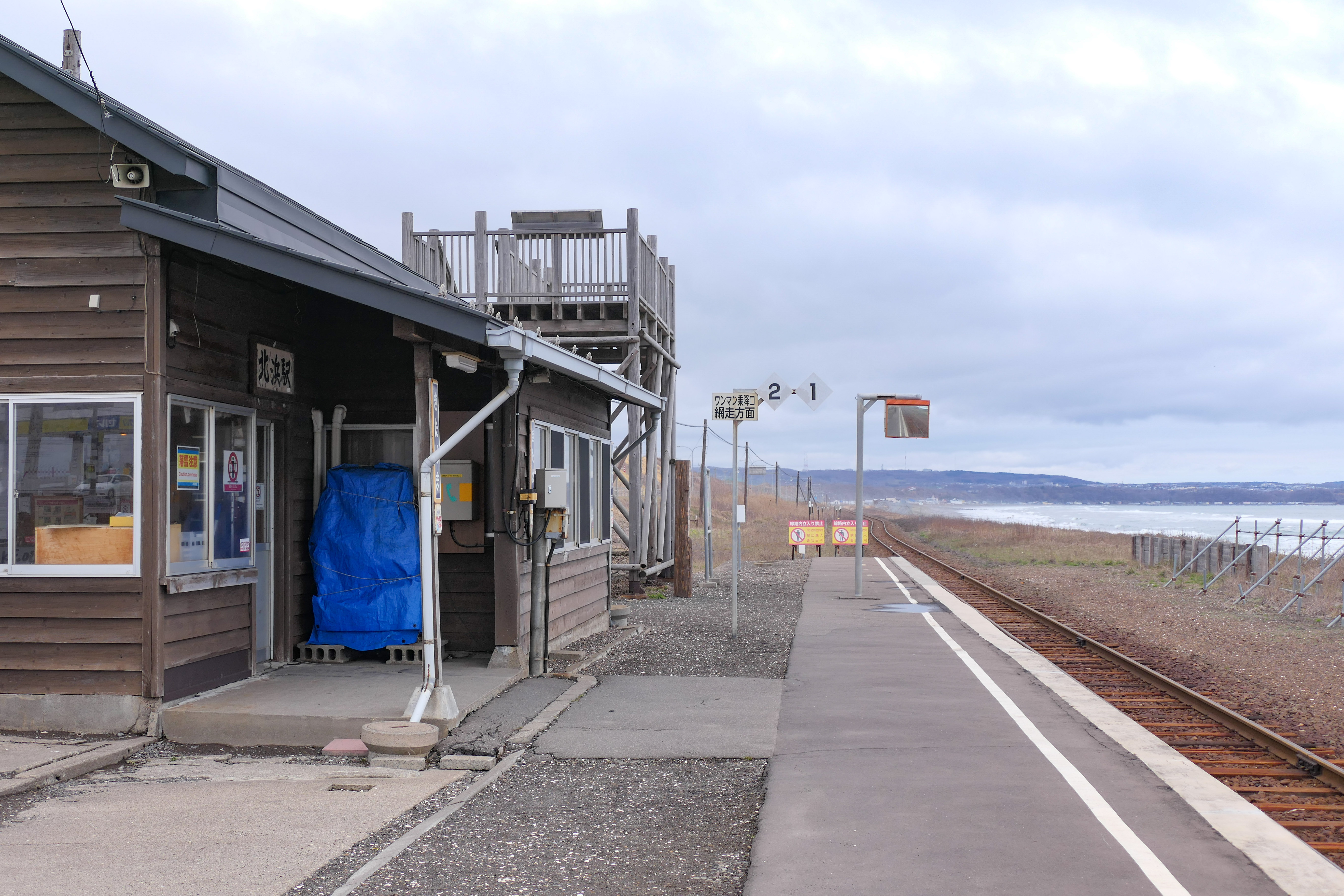
ホーム（2021年5月）
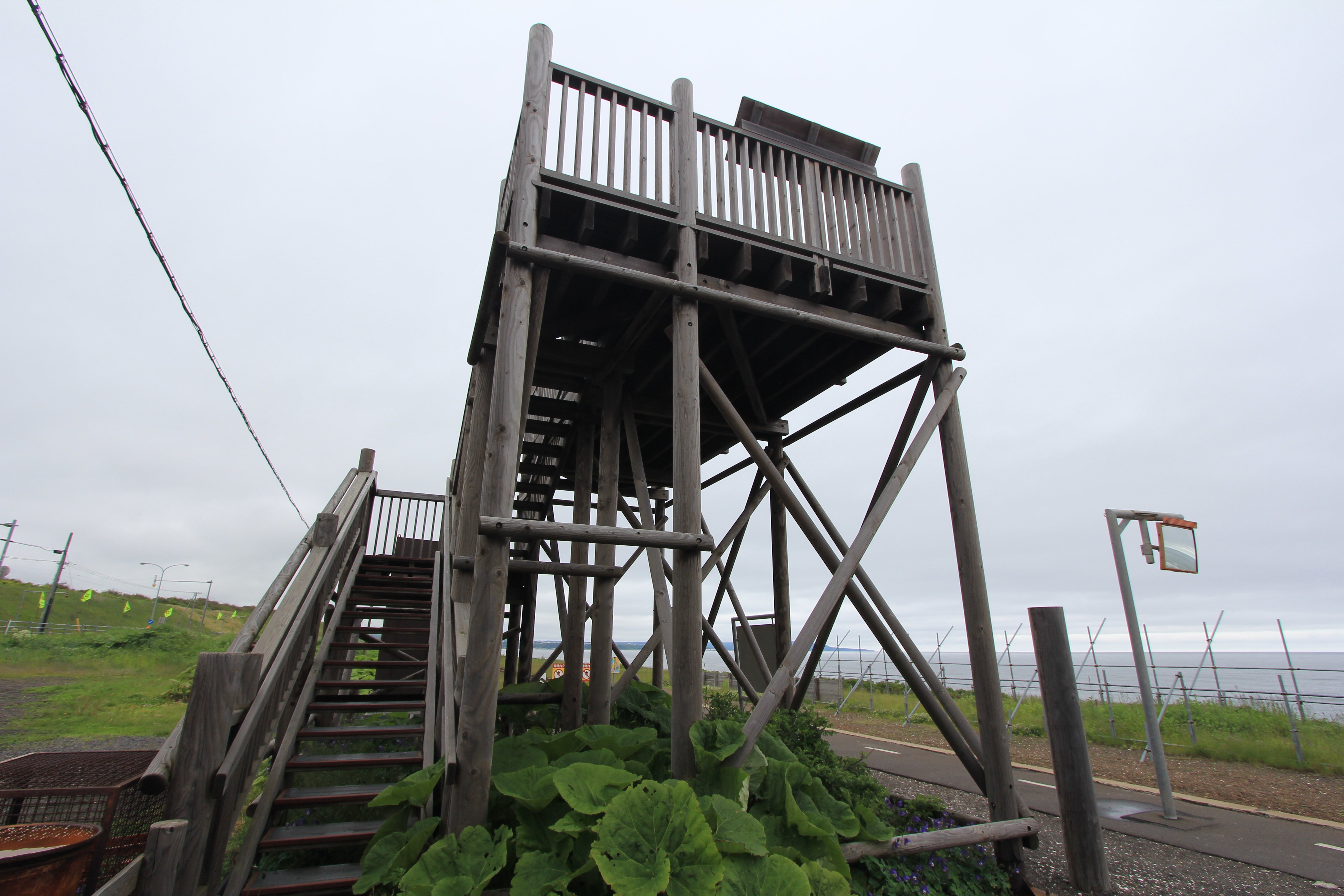
駅構内の展望台（2008年3月）
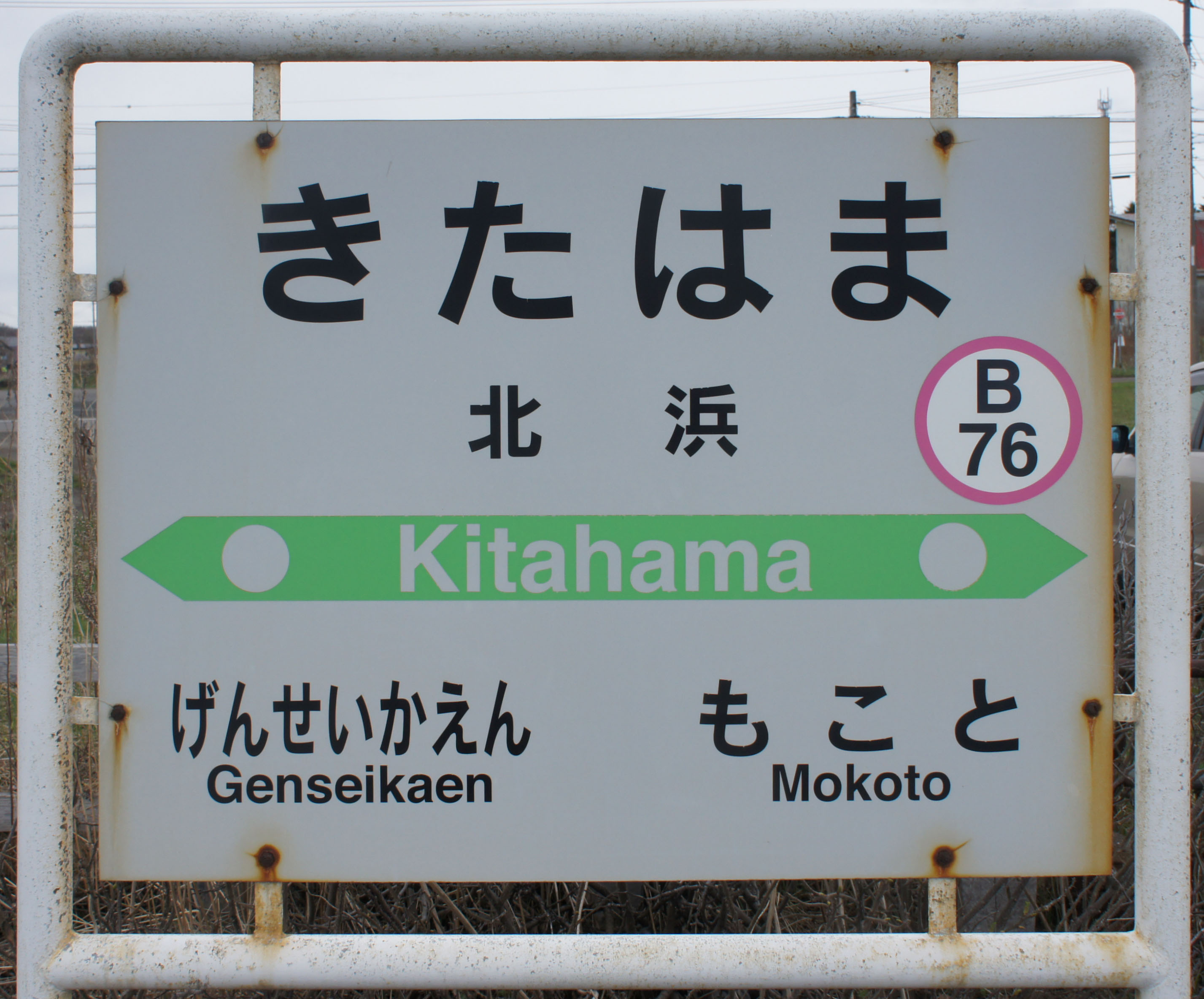
駅名標（2018年5月）

## 利用状況
乗車人員の推移は以下のとおり。年間の値のみ判明している年については、当該年度の日数で除した値を括弧書きで1日平均欄に示す。乗降人員のみが判明している場合は、1/2した値を括弧書きで記した。
また、「JR調査」については、当該の年度を最終年とする過去5年間の各調査日における平均である。
| 年度               | 乗車人員 | 乗車人員 | 乗車人員 | 出典       | 備考 |
| 年度               | 年間     | 1日平均  | JR調査   | 出典       | 備考 |
| ------------------ | -------- | -------- | -------- | ---------- | ---- |
| 1978年（昭和53年） |          | 51       |          | [ 12 ]     |      |
| 2016年（平成28年） |          |          | 15.8     | [ JR北 1 ] |      |
| 2017年（平成29年） |          |          | 13.8     | [ JR北 2 ] |      |
| 2018年（平成30年） |          |          | 12.0     | [ JR北 3 ] |      |
| 2019年（令和元年） |          |          | 8.8      | [ JR北 4 ] |      |
| 2020年（令和02年） |          |          | 9.2      | [ JR北 5 ] |      |
| 2021年（令和03年） |          |          | 10.0     | [ JR北 6 ] |      |
| 2022年（令和04年） |          |          | 10.4     | [ JR北 7 ] |      |
| 2023年（令和05年） |          |          | 10.4     | [ JR北 8 ] |      |

## 駅周辺
北浜地区のもっとも網走市街寄りに位置し、集落からはやや外れている。
- 国道244号
- 濤沸湖
  - 白鳥公園
- 網走警察署北浜駐在所
- 北浜郵便局
- オホーツク網走農業協同組合（JAオホーツク網走）北浜支所
- 網走市立白鳥台小学校
- セイコーマート北浜店

### 路線バス
駅前を通る国道244号上に網走バス「北浜駅前」停留所があり、以下の路線が停車する。
網走バス
- 小清水線：小清水方面、網走駅方面[14]

## その他
当駅は1965年（昭和40年）4月に封切りとなった映画「網走番外地」第一作で「網走駅」として囚人を駅から護送するシーンのロケ地として用いられたことで知られている。
その後もドラマ『みにくいアヒルの子』など多くの映画やテレビドラマなどの撮影で利用され、中国映画『狙った恋の落とし方。』で登場した際は中国国内における北海道ブームも相まって、来駅する中国人観光客が増加したこともある。

## 隣の駅
北海道旅客鉄道（JR北海道）
■釧網本線
藻琴駅 (B77) - 北浜駅 (B76) - *（臨）原生花園駅 (B75) - 浜小清水駅 (B74)
*:原生花園駅停車は4月25日 - 10月31日（ただし、一部列車は通年通過）

### JR北海道
1. ↑  「釧網線（東釧路・網走間）」（PDF）『線区データ（当社単独では維持することが困難な線区）』、北海道旅客鉄道、2017年12月8日。オリジナルの2017年12月9日時点におけるアーカイブ。2017年12月10日閲覧。
2. ↑  「釧網線（東釧路・網走間）」（PDF）『線区データ（当社単独では維持することが困難な線区）(地域交通を持続的に維持するために)』、北海道旅客鉄道株式会社、3頁、2018年7月2日。オリジナルの2018年8月19日時点におけるアーカイブ。2018年8月19日閲覧。
3. ↑  “釧網線（東釧路・網走間）” (PDF). 線区データ（当社単独では維持することが困難な線区）(地域交通を持続的に維持するために).   北海道旅客鉄道. p. 3 (2019年10月18日). 2019年10月18日時点のオリジナルよりアーカイブ。2019年10月18日閲覧。
4. ↑  “釧網線（東釧路・網走間）” (PDF). 地域交通を持続的に維持するために > 輸送密度200人以上2,000人未満の線区（「黄色」8線区）.   北海道旅客鉄道. p. 3 (2020年10月30日). 2020年11月2日時点のオリジナルよりアーカイブ。2020年11月2日閲覧。
5. ↑  “駅別乗車人員  特定日調査（平日）に基づく”.   北海道旅客鉄道. 2022年8月3日時点のオリジナルよりアーカイブ。2022年8月14日閲覧。
6. ↑  “駅別乗車人員  特定日調査（平日）に基づく”.   北海道旅客鉄道. 2022年9月3日時点のオリジナルよりアーカイブ。2022年9月3日閲覧。
7. ↑  “駅別乗車人員  特定日調査（平日）に基づく”.   北海道旅客鉄道. 2023年11月10日時点のオリジナルよりアーカイブ。2023年11月10日閲覧。
8. ↑  “駅別乗車人員  特定日調査（平日）に基づく”.   北海道旅客鉄道 (2024年). 2024年9月9日時点のオリジナルよりアーカイブ。2024年9月9日閲覧。